# Aachener Aufruhr vom 30. August 1830
Der Aachener Aufruhr vom 30. August 1830 war ein vorindustrieller Brotaufstand im Umfeld der Julirevolution, der regional für Aufsehen sorgte, weil die Aufständischen erst von der Bürgerwehr zurückgedrängt werden konnten. Ausgelöst wurde der soziale Protest durch die Zuspitzung einer vormodernen Konjunkturkrise. Der Tumult begann ursprünglich eigentlich in Lüttich, wo sich die Arbeiter gegen die besitzenden Klassen wandten. Von Belgien aus pflanzte sich der aufrührerische Geist in der Arbeiterbevölkerung von Verviers und Aachen sowie in anderen Städten fort. 

## Verlauf
Am Montagmittag des 30. August 1830 kam es an der Dicken Pfeife, einem Versammlungsort der Fabrikarbeiter, zu einem Auflauf, da es am Zahltag Strafabzüge bei der Auszahlung des Lohnes in der Tuchfabrik C. Nellessen, J. M. Sohn gegeben hatte, die zu jenem Zeitpunkt seit dem Tod des Seniorchefs Franz Carl Nellessen von seinen vier Söhnen Heinrich (1789–1866), Carl (1799–1871), Theodor (1802–1888) und Franz Nellessen (1805–1862) geleitet wurde. Der Scherer Jacobi sprach mit einem Kollegen darüber, dass ihm wegen eines beschädigten Tuches ein Zehntel des Wochenlohnes abgezogen worden war. In der Mittagspause wurde das als Unrecht empfundene Verfahren diskutiert. So beschloss man, zu Nellessen zu gehen, um die Abzüge einzuklagen. Ebenso klagte man über den geringen Verdienst und über die Maschinen, die man dafür verantwortlich machte, so dass man deren Zerstörung forderte.
Die Arbeiter zogen daraufhin vor die Tore der Tuchfabrik Nellessen, wobei die Menge durch Neugierige schnell auf mehrere hundert Menschen anwuchs. Dort forderte man lautstark die Beseitigung der Strafabzüge und versuchte, in die Fabrik einzudringen. Das Vorhaben scheiterte, da die Fabrikarbeiter des Unternehmens Nellessen den Einzug in die Fabrik verhinderten. Als die Gendarmen am Versammlungsort erschienen, ließ die Menge ihre Aggression über den fehlgeschlagenen Versuch an den Gendarmen aus. Durch die Verfolgung der Gendarmen verlagerte sich das Geschehen, und wenig später zog die Menge zum Haus des Industriellen James Cockerill am Friedrich-Wilhelm-Platz Nr. 7 in Aachen, dem späteren Haus der Erholungsgesellschaft Aachen. Dieser war für seinen Reichtum bekannt und wurde für die Verbreitung der Maschinen in Aachen verantwortlich gemacht, wodurch eine Vielzahl der Beschäftigten ihren Arbeitsplatz verloren hatten. Bei den Unruhen wurde als Zeichen der Arbeiterbewegung die Rote Fahne gezeigt.
Cockerills Einrichtung und das Mobiliar wurden vollständig zerstört und das Haus geplündert, anschließend zog man zum Gefängnis, um nach dem Vorbild des Pariser Bastillesturms die dort einsitzenden Gefangenen zu befreien, von denen der überwiegende Teil nur kleine Straftaten und Ordnungswidrigkeiten begangen hatte (diese sogenannten Arme-Leute-Delikte waren zur damaligen Zeit zumeist Holzfrevel, Gartendiebstahl oder ähnliches). Um die Gefangenen zu befreien, benötigte man Werkzeuge, die man beim Mechanikus Stiel zu beschaffen versuchte. Doch auch hier stieß man auf den Widerstand der Arbeiter. Ein Teil der Aufrührer zog zum Friedrich-Wilhelm-Platz, während der Rest sich zur Wohnung des Bierbrauers Bens begab, um sich Gewehre zu verschaffen, was auch gelang.
Aus Mangel an Soldaten wurde eine Bürgerwache gebildet, der es schließlich gelang, den Aufruhr zu beenden und in Aachen wieder „Ruhe und Ordnung“ herzustellen.

## Die industrielle Entwicklung in Aachen bis 1830
Aachen stand in der Frühindustrialisierung und der Herausbildung des geschlossenen Fabriksystems an der Spitze im Deutschen Bund. Ein großer Anteil der Stadtbevölkerung war 1830 abhängig von der Tuchindustrie, entweder in Fabriken oder als Hausindustrielle tätig.
James Cockerill lieferte 1807 die ersten modernen Spinnmaschinen nach Aachen. In den folgenden Jahren setzten sich in Fabriken mit zentralisiertem System halbmechanische, mit Wasserkraft betriebene Handspinnmaschinen durch. 1828–1829 wurde die erste Hochdruckdampfmaschine eingesetzt und weitere folgten 1830. Zu der schnellen Industrialisierung Aachens trug die günstige geographische Lage an der Grenze, die Nähe zu den Rohstoffen, die frühe Gründung der Handelskammer und der Einsatz von Großkaufleuten wie David Hansemann sowie die preußische Gewerbepolitik nach 1814/15 bei.
Doch stockte in den 1820er Jahren die Wirtschaftsentwicklung, was die Industrie im westlichen Preußen besonders traf. Der Konkurrenzdruck verschärfte sich durch die liberalen Zollgesetze von 1818. Die Kontinentalsperre wurde aufgehoben und der Markt für die westliche Konkurrenz geöffnet, ohne neue Märkte im Osten zu schaffen. 
Der Zunftzwang wurde während der französischen Herrschaft aufgehoben und Zollgrenzen zu Frankreich und den Niederlanden aufgebaut, wodurch es zu Absatzeinbrüchen in der rheinischen Textilindustrie kam.
Das zwang die Fabrikherren, die Produktionskosten zu senken und Arbeiter zu entlassen.

## Lebens- und Arbeitsbedingungen der Arbeiter
Die ökonomische Situation traf die Aachener Arbeiter am härtesten, ihre Not war die Hauptursache für den Aufstand. Besonders das Auszahlen des Verdienstes in Waren (Trucksystem) war im Aachener Regierungsbezirk nichts Ungewöhnliches, wobei die Arbeiter häufig um ihren Lohn betrogen wurden.
Kennzeichnend für die Situation war, dass es nur wenige Arbeitgeber, aber viele verstreut lebende Lohnarbeiter gab, welche ohne gesetzlichen Schutz bei der Festlegung der Arbeitsbedingungen dastanden.
Die Löhne reichten im besten Fall dazu, das Existenzminimum zu sichern. Hatte ein Arbeiter Familie, so lebte diese oft in großer Not. Darüber hinaus legten die Aachener Fabrikanten eine menschenverachtende Haltung an den Tag.
Die Tuchbereiter und Handspinner waren von der Maschinisierung am härtesten betroffen. Die technischen Innovationen führten zur Senkung von Arbeitskosten und der Verringerung der benötigten Arbeitskräfte, aber auch zu einer Qualitätssteigerung. Gut qualifizierte und gut entlohnte Berufsgruppen wurden zu Fabrikproletariern herabgestuft und die Arbeitslosigkeit wurde zum Problem.
Die zunehmende Verarmung veränderte die emotionale Lage der unteren Schichten, die die sozialen und ökonomischen Missverhältnisse als Unrecht ansahen.
Während die frühere Mittelschicht, Selbstständige und Handwerker in die Armut absanken, waren die Gewinner dieses Strukturwandels die Kaufleute und Verleger. Die ärmeren Schichten hatten hingegen allenfalls das Nötigste zum Leben. Die Gruppe der Armen und Reichen entwickelten sich ökonomisch immer weiter auseinander. Bei den Aachener Unruhen standen diese sozialen und wirtschaftlichen Veränderungen im Vordergrund.

## Der Aufruhr – Ein sozialer Protest oder eine politische Revolution?
Der Wandel von der Agrar- zur Industriegesellschaft verlief nicht ohne soziale Proteste. Gerade im Rheinland kam es in der Frühindustrialisierung immer wieder zu Tumulten, die ähnliche Ursachen hatten.
Einige waren mit der Zerstörung von Maschinen verbunden, die meisten gingen mit Angriffen auf die Fabrik- und Privatgebäude der Unternehmer einher. Vor allem wenn es zu Entlassungen kam und die Menschen ihr Einkommen und damit ihre Existenzgrundlage verloren, gab es spontane Zusammenrottungen mit dem Ziel, das Nötigste zum Überleben zu beschaffen. Diese sozialen Konflikte waren die Vorläufer der großen politischen Revolutionen in Frankreich und Brüssel. Doch während sich der Aachener Protest gegen die Modernisierungsprozesse wendete, hatten die Revolutionen in Brüssel und Paris politischen Charakter. Dort unterstützten die bürgerlichen Eliten den Aufruhr. Alle sozialen Schichten hatten dasselbe Ziel, nämlich ein ungeliebtes Regime zu entfernen.
Auch in Verviers war es zu Unruhen gekommen. Durch wallonische Wanderarbeiter erreichte die Nachricht vom Erfolg in Verviers Aachen und ermutigte die Menschen zum Protest. Die Unruhen pflanzten sich fort und noch andere Industriestädte wie Köln, Düren, Barmen und Elberfeld wurden erfasst.
Zwischen dem Aachener Ereignis und den Aufständen im Ausland war kein politisch motivierter Zusammenhang zu erkennen. Bei der Eskalation handelte es sich nicht um eine politische Auseinandersetzung, die den Sturz der Regierenden zum Ziel hatte.
Ein Misserfolg bei den Verhandlungen über die Lohnkürzungen versetzte die Menge in Verzweiflung und Wut. Die undisziplinierten Aktionen unter dem Einfluss von Alkohol schlossen eine geplante Organisation des Protestes aus und die Rädelsführer waren nicht unmittelbar betroffen. Der „Aachener Aufruhr“ war ein sozialer Protest gegen miserable Lebensverhältnisse.